# Копидлув
Копидлув (пол. Kopydłów) — село в Польщі, у гміні Біла Велюнського повіту Лодзинського воєводства.
Населення — 234 особи (2011).
У 1975-1998 роках село належало до Серадзького воєводства.

## Демографія
Демографічна структура станом на 31 березня 2011 року:
|          | Загалом | Допрацездатний вік | Працездатний вік | Постпрацездатний вік |
| -------- | ------- | ------------------ | ---------------- | -------------------- |
| Чоловіки | 117     | 25                 | 79               | 13                   |
| Жінки    | 117     | 22                 | 65               | 30                   |
| Разом    | 234     | 47                 | 144              | 43                   |